# Огюст Бональ (стадион)
«Огю́ст Бона́ль» (фр. Stade Auguste-Bonal) — многофункциональный стадион в коммуне Монбельяр, Франция. В настоящее время он используется для проведения домашних футбольных матчей команды «Сошо». Стадион был построен в 1931 году, он подвергался нескольким реконструкциям, одна из последних была осуществлена в 2000 году и обошлась в 17 миллионов евро. Вместимость стадиона составляет 20 025 зрителей.

## Реконструкция
Реконструкция стадиона началась весной 1997 года и длилась до 2000 года. Тридцать пять рабочих месяцев стройка финансировалась из местных бюджетов городов Монбельяр и Сошо, департамента Ду. Было принято построить современный стадион для команды «Сошо» по образцу стадиона «Мишель д’Орнано» клуба «Кан», который был построен несколькими годами ранее.
Обновленный стадион был торжественно открыт 22 июля 2000 года матчем на суперкубок Франции между футбольными командами «Нант» и «Монако». Перед этой игрой был проведен матч между командами ветеранов футбольного клуба «Сошо».

## Галерея

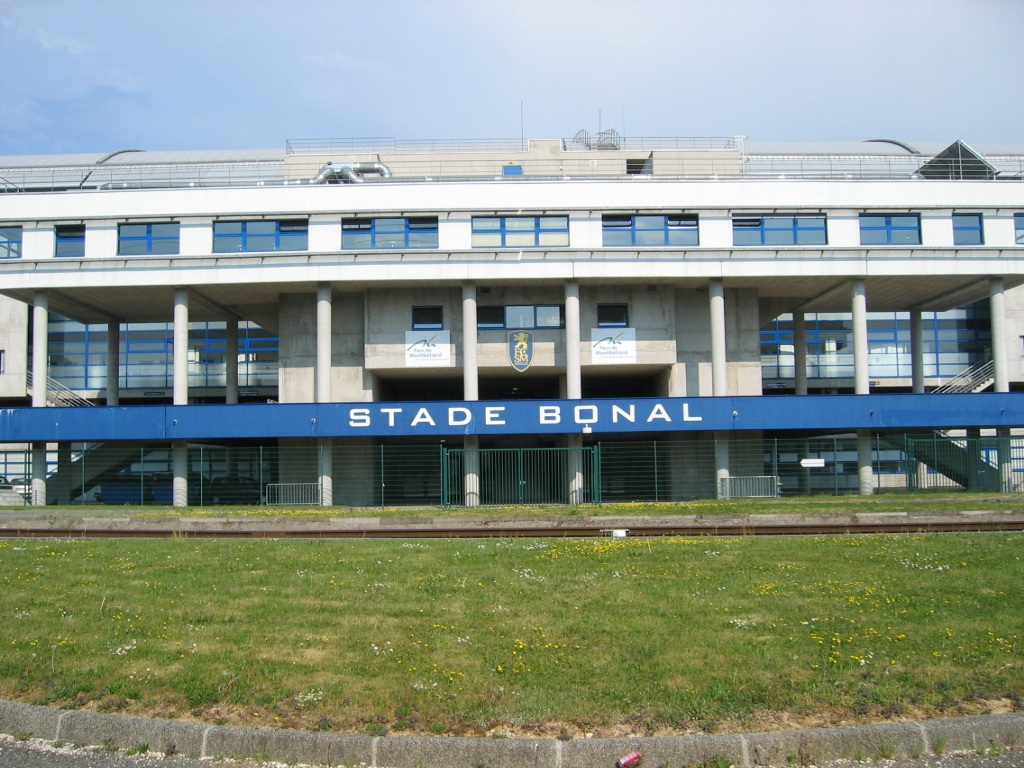
Центральный вход
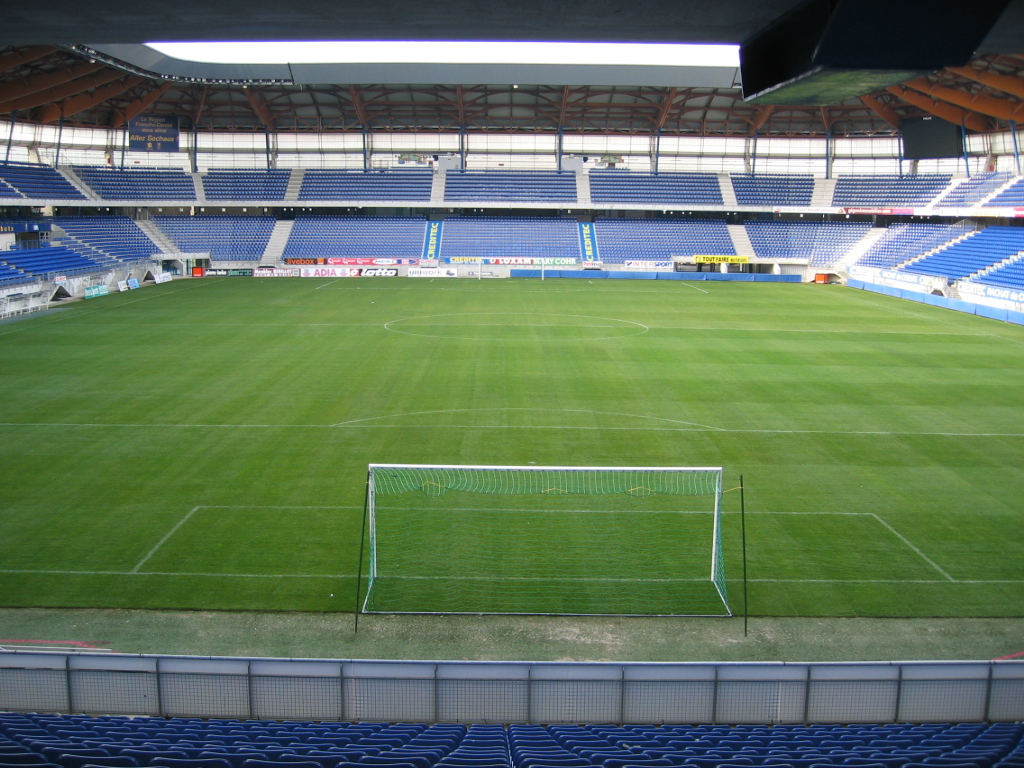
Вид на поле
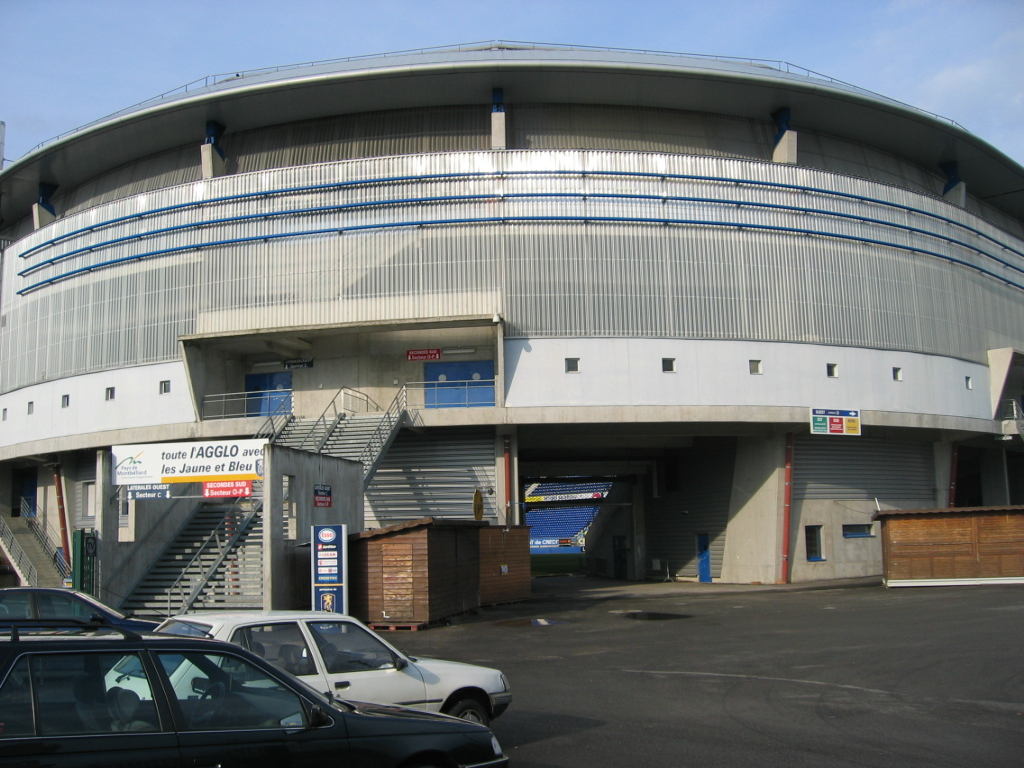
Вход на трибуну
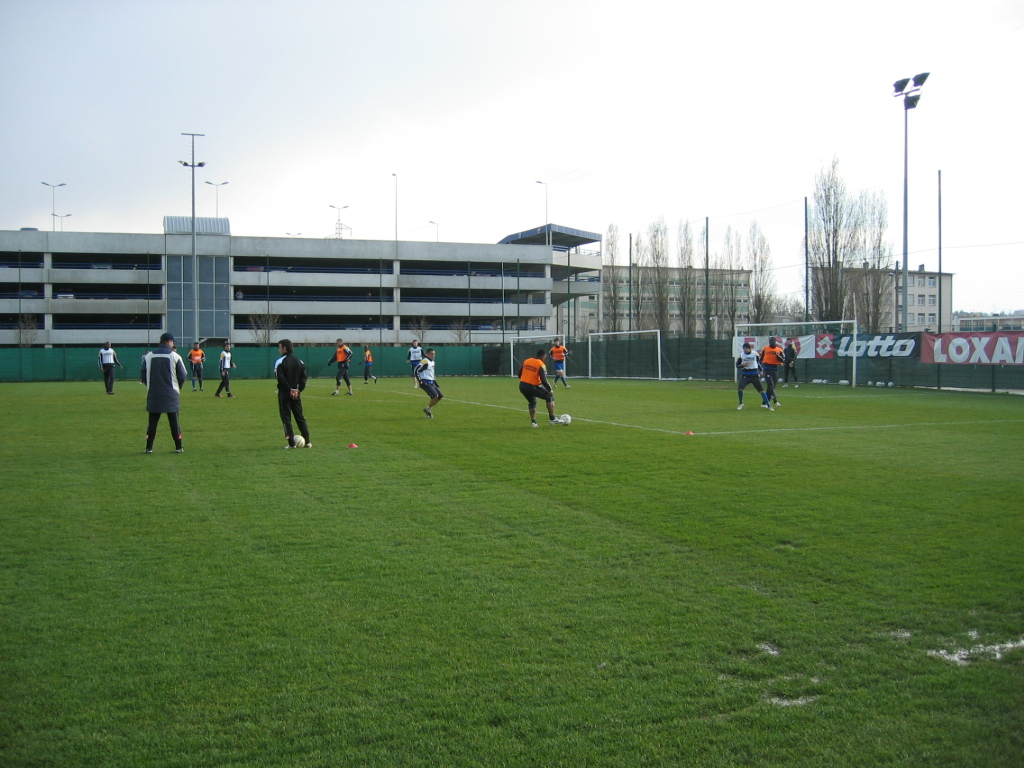
Тренировочное поле